# Cytostagonospora photiniicola
Cytostagonospora photiniicola är en svampart som beskrevs av Bubák 1916. Cytostagonospora photiniicola ingår i släktet Cytostagonospora, divisionen sporsäcksvampar och riket svampar.   Inga underarter finns listade i Catalogue of Life.